# Episodi di Damages (seconda stagione)
La seconda stagione della serie televisiva Damages è stata trasmessa negli Stati Uniti per la prima volta dall'emittente via cavo FX dal 7 gennaio al 1º aprile 2009.
In Italia, è stata trasmessa in prima visione sul canale satellitare AXN dal 1º maggio al 10 luglio 2009. In chiaro la stagione è stata trasmessa dal 26 giugno 2010 su Canale 5 in seconda serata.
| nº | Titolo originale                         | Titolo italiano    | Prima TV USA     | Prima TV Italia |
| -- | ---------------------------------------- | ------------------ | ---------------- | --------------- |
| 1  | I Lied, Too                              | Anch'io ho mentito | 7 gennaio 2009   | 1º maggio 2009  |
| 2  | Burn It, Shred It, I Don't Care          | Inganni            | 14 gennaio 2009  | 1º maggio 2009  |
| 3  | I Knew You Were a Pig                    | Insidia mortale    | 21 gennaio 2009  | 8 maggio 2009   |
| 4  | Hey! Mr. Pibb                            | Scagionato         | 28 gennaio 2009  | 8 maggio 2009   |
| 5  | I Agree, It Wasn't Funny                 | Doppio gioco       | 4 febbraio 2009  | 15 maggio 2009  |
| 6  | A Pretty Girl in a Leotard               | L'accordo          | 11 febbraio 2009 | 22 maggio 2009  |
| 7  | New York Sucks                           | Attacco congiunto  | 18 febbraio 2009 | 29 maggio 2009  |
| 8  | They Had to Tweeze That Out of My Kidney | Addio, Pete        | 25 febbraio 2009 | 5 giugno 2009   |
| 9  | You Got Your Prom Date Pregnant          | La guerra di Patty | 4 marzo 2009     | 12 giugno 2009  |
| 10 | Uh Oh, Out Come the Skeletons            | La cena            | 11 marzo 2009    | 19 giugno 2009  |
| 11 | London. Of Course.                       | Tradimenti         | 18 marzo 2009    | 26 giugno 2009  |
| 12 | Look What He Dug Up This Time            | Corruzione         | 25 marzo 2009    | 3 luglio 2009   |
| 13 | Trust Me                                 | Fidati di me       | 1º aprile 2009   | 10 luglio 2009  |

## Anch'io ho mentito
- Titolo originale: I Lied, Too
- Diretto da: Todd A. Kessler
- Scritto da: Todd A. Kessler, Glenn Kessler e Daniel Zelman

### Trama
Ellen sta parlando con una persona, invitandola a dire la verità riguardo a qualcosa che le ha fatto. Per spronarla Ellen estrae una pistola.
Sei mesi prima. Patty annuncia in diretta televisiva che utilizzerà l'onorario del caso Frobisher per aprire una fondazione. Ellen, in combutta con i detective Harrison e Werner, non sopporta il modo in cui Patty la sta trattando da quando ha ripreso a lavorare per lei. Ultimamente Patty ha rallentato il ritmo di lavoro, aspettando un caso stimolante che la invogli a rimettersi in moto. Harrison e Werner vogliono che Ellen convinca Patty ad accettare un caso fittizio riguardante la mortalità infantile, così da poterla incastrare. Ellen sta frequentando un gruppo di sostegno psicologico perché nutre desideri di vendetta nei confronti di Frobisher, sopravvissuto alla sparatoria e che si trova ricoverato in una clinica privata. Intanto, un ricercatore di nome Daniel Purcell si è licenziato per portare alla luce un pesante segreto riguardante la sua azienda. Purcell inizia a temere per la propria sicurezza personale e invia degli incartamenti a Patty, la quale sembra turbata nell'apprendere sue notizie.
Patty incontra il senatore Sam Arsenault, principale finanziatore della sua fondazione. Arsenault la informa che gli è stato chiesto di correre come candidato governatore per il Partito Repubblicano, ma i repubblicani gli hanno posto la condizione di non sostenere l'iniziativa della Hewes. Ellen, stanca di ammettere che la terapia non sta funzionando, abbandona il gruppo di sostegno. Da qualche tempo la giovane ha iniziato a bere ed è seguita da Wes Krulik, un compagno del gruppo, preoccupato perché la sta vedendo distaccata. Zio Pete le comunica di aver scoperto la clinica in cui è ricoverato Frobisher. Ellen riesce a introdursi nella sua stanza, fingendosi la moglie, ma alla fine se ne va senza la sua vendetta. Fortunatamente per Patty, Arsenault è costretto a tornare sui suoi passi dopo che i problemi di droga della figlia Lily sono finiti su tutti i giornali e i repubblicani hanno deciso di sostenere un altro candidato. Arsenault raddoppia i fondi a favore della fondazione di Patty, a condizione che porti anche il suo nome. Wes propone a Ellen di metterla in contatto con un uomo che le farà avere una pistola, ma la ragazza rifiuta. Patty annuncia a Ellen che il venerdì seguente, terminato il galà della fondazione, vuole parlarle a proposito del caso Frobisher. Convinta che la Hewes voglia vuotare il sacco, Ellen si fa microfonare e ascolta Patty raccontarle il segreto della figlia Julia nata morta. Patty abbocca comunque alla trappola di Ellen, accettando di occuparsi del suo caso di mortalità infantile. Patty viene chiamata da Purcell e si precipita a casa sua, dove sua moglie Christine è stata ritrovata morta.
Presente. Ellen spara due colpi di pistola alla persona che ha davanti.

## Inganni
- Titolo originale: Burn It, Shred It, I Don't Care
- Diretto da: Jean de Segonzac
- Scritto da: Todd A. Kessler, Glenn Kessler e Daniel Zelman

### Trama
Ellen si trova all'interno dell'appartamento 1190 di una palazzina quando spara i due colpi di pistola.
Sei mesi prima. Patty ha deciso di difendere Purcell, temendo che possa essere incriminato per l'omicidio di Christine. L'uomo, ancora sotto shock, fornisce agli inquirenti un resoconto confuso in cui sostiene di aver visto un uomo uscire di casa. Inevitabilmente Patty affida a Tom il caso di mortalità infantile, costringendo Harrison e Werner a incastrare lui per arrivare alla Hewes. La detective Monique Bryant interpreta il ruolo di rappresentante della class action e induce Tom, per paura di perdere il caso, a passarle un anticipo di 60000 $ sottobanco. Ovviamente Tom ignora che Ellen ha intercettato la conversazione, ma anche Patty aveva fatto installare delle cimici nella sala riunioni. Ellen incontra Wes per informarlo di aver avuto l'occasione di uccidere l'assassino di David, ma di non averlo fatto perché il compianto fidanzato non avrebbe voluto la vendetta. Wes ha capito che Ellen sta parlando di Frobisher, appena dimesso dall'ospedale, ma la ragazza nega oltre ogni evidenza. Tuttavia, rientrato nel suo appartamento, Wes conserva trafiletti dei giornali su Frobisher attaccati dietro l'anta dell'armadio in cui è contenuto un gigantesco arsenale di armi.
Patty tenta di far aprire Purcell, il quale continua a negare che all'interno della sua famiglia ci fossero problemi tali da portare a un delitto. Patty gli chiede conto della sua decisione di licenziarsi e Purcell rivela che un committente importante ha preteso di eliminare da un rapporto informazioni sulla nocività di un gas chiamato aracite. Per far uscire allo scoperto la compagnia coinvolta, Patty si fa sequestrare i documenti che Purcell le aveva spedito senza farli pervenire alla controparte. Patty apprende così che la società committente è la UNR (Ultima Nature Resources) e che a difenderla è l'avvocato Claire Maddox. Tom rifiuta di versare i soldi alla Bryant, anche se questo significa perdere il caso. Patty mette in guardia Ellen dal stare più attenta in futuro nel valutare i casi da sottoporle. Di notte Purcell accosta la macchina e fa salire a bordo Claire, rivelando che tra loro due c'è stata una relazione segreta. Dopodiché Purcell brucia delle prove seppellite in giardino.
Presente. Ellen sta amoreggiando con Wes, quando riceve una telefonata che la costringe ad assentarsi un attimo. In strada vede Tom che le passa una pistola, chiedendole se è sicura di fare quello che ha in mente.

## Insidia mortale
- Titolo originale: I Knew You Were a Pig
- Diretto da: Constantine Makris
- Scritto da: Todd A. Kessler, Glenn Kessler e Daniel Zelman

### Trama
Purcell viene interrogato dal detective Huntley, descrivendo l'ipotetico assassino di Christine come un biondo non molto alto. Per vincere la reticenza di Purcell, ostinato nell'affermare che il suo matrimonio con la moglie era idilliaco, Huntley lo mette al corrente di aver scoperto che tre anni prima Christine lo aveva denunciato per violenza domestica e l'atto era stato secretato. Purcell si è accorto che a Christine è stato rubato un anello di rubino. Ellen vuole saperne di più sul rapporto tra Patty e Purcell, scoprendo che si sono conosciuti diciassette anni prima. I loro rapporti si sono tuttavia interrotti sette anni più tardi, quando Patty era riuscita a smentirlo in una deposizione riguardante materiale nocivo presente nelle vicinanze dell'asilo frequentato dalla figlia dell'uomo. Ellen pranza con Hollys Nye, all'epoca membro del collegio difensivo, il quale si è sempre chiesto per quale motivo Purcell, persona estremamente combattiva, avesse ceduto di schianto davanti alla Hewes. Nye sostiene che Patty lo avesse pagato per aiutarla a vincere la prima causa importante assunta dal suo studio. Nella Virginia Occidentale un giornalista di nome Josh Reston sta indagando sulle morti sospette di numerosi animali.
Arrabbiata con Purcell per averle omesso la denuncia di Christine, Patty lo avverte che se scoprirà altri segreti nascosti lo affiderà a un penalista. Michael chiede a Ellen di dare un'occhiata alla domanda di ammissione per il college. Ellen ha un flash e collega i 17 anni del figlio di Patty a quando sua madre conobbe Purcell, intuendo che il ricercatore è il padre del ragazzo. Walter Kendrick, amministratore delegato della UNR, vuole che il suo galoppino Wayne Sutry, faccia sparire ogni traccia che possa ricondurli alla società. Purcell viene arrestato per aver tentato di fuggire e Patty gli offre l'ultima possibilità di diventare suo difensore, facendogli firmare i moduli. Patty rivela a Tom di aver orchestrato lei il suo arresto, incaricando i suoi scagnozzi di allertare la polizia, affinché Purcell dietro le sbarre possa diventare più collaborativo. Dopo che ha prelevato un campione d'acqua dalla centrale della UNR, Reston viene aggredito da due uomini.
Tempo prima. Un biondo entra in un banco dei pegni per vendere l'anello di rubino della moglie di Purcell.

## Scagionato
- Titolo originale: Hey! Mr. Pibb
- Diretto da: Mario Van Peebles
- Scritto da: Todd A. Kessler, Glenn Kessler, Daniel Zelman e Aaron Zelman

### Trama
Dopo aver sparato due colpi di pistola, Ellen esce dall'appartamento 1190 con una valigetta nera e impaurita per quanto accaduto.
Cinque mesi prima. Patty manda Ellen e Tom nella Virginia Occidentale per mettersi in contatto con Reston e scagionare Purcell. Giunti sul posto i due parlano con il signor Donohue, direttore del giornale per il quale scrive Reston. Donohue afferma di non aver creduto al collegamento ipotizzato dal reporter tra la centrale e la morìa del bestiame, ma Ellen e Tom intuiscono che anche lui ha interesse a tenere nascosta questa storia e sta cercando di scoraggiare Reston mandandolo a seguire eventi secondari. La loro presenza in città viene notata dagli informatori dello sceriffo, direttamente in contatto con Kendrick. Reston riesce a raggiungere Ellen e Tom nel motel in cui alloggiano, consegnando loro il campione d'acqua che i suoi aggressori non sono riusciti a requisirgli. L'uomo biondo che ha venduto l'anello di rubino si chiama Kevin Walker e viene costretto dalla moglie a recuperare altri soldi, non essendo sufficienti quelli ricavati dal banco dei pegni. Walker rapina il negozio del cugino ed è arrestato. Nel frattempo Patty aveva sguinzagliato i suoi uomini alla ricerca dell'anello, ottenendo una ripresa di Walker nell'atto di venderlo al banco dei pegni. Ecco che Patty può dimostrare all'incredulo detective Huntley l'innocenza di Purcell, il quale viene scarcerato. Patty ha deciso di dire a Michael la verità su suo padre, favorendo un incontro tra il figlio e Purcell.
Tom ed Ellen vengono fermati da una pattuglia dello sceriffo che li costringe ad aprire il bagagliaio. Fortunatamente avevano nascosto il campione, così Ellen può fare ritorno a New York e farlo analizzare da Purcell. L'uomo identifica il probabile assassino della moglie in Kevin Walker. Sutry incarica un carcerato di uccidere Walker, accoltellato durante l'ora d'aria. Patty presenta un'istanza per accedere alla documentazione completa sullo studio riguardante la UNR. Il giudice le consente di interrogare Purcell, nonostante Claire abbia cercato di metterne in dubbio l'attendibilità. Quando Patty chiede se il campione prelevato dalla centrale nella Virginia Occidentale è tossico, Purcell risponde di no. Questo perché, anziché esaminare il campione, Purcell lo ha svuotato in acqua e finto di condurre l'analisi. Sutry gli assicura l'accredito del primo bonifico per il favore fatto. L'istanza di Patty è respinta.
Tre settimane prima. Kevin Walter sale a bordo dell'auto di Purcell, accompagnato da Sutry. Questi ordina a Walker di far sparire l'anello, mentre Purcell deve rientrare in casa e telefonare al 911 per denunciare l'uccisione di Christine.

## Doppio gioco
- Titolo originale: I Agree, It Wasn't Funny
- Diretto da: Tate Donovan
- Scritto da: Todd A. Kessler, Glenn Kessler, Daniel Zelman e Mark Fish

### Trama
Wes bussa alla porta dell'appartamento 1910. Ellen gli apre la porta, dicendo che è impegnata e non lo può ricevere.
Cinque mesi prima. La UNR sta per fondersi con un'altra società, previa approvazione della Commissione ambientale. Patty ha paura che la fusione renderà la UNR troppo potente per essere sconfitta in tribunale, quindi bisogna cercare di rallentare i lavori della commissione e trovare una prova che attesti le sue attività nocive. Il presidente della commissione Douglas Schiff ascolta la UNR, ma Purcell continua a fingere che il suo studio non abbia rilevato alcun danno all'ambiente. Patty confida nella sua amicizia con Schiff per ottenere un verdetto negativo alla fusione. Patty invita Ellen a un party per festeggiare i dieci anni di lavoro di Tom nello studio Hewes, dicendole che capirà se non vorrà venire. Infatti, la festa si svolge nell'appartamento della donna in cui Ellen non è più tornata dopo l'aggressione. Harrison e Werner esortano Ellen a partecipare, anche se per lei è dura rivivere quelle ore drammatiche. Ellen sta frequentando il poligono di tiro con Wes, volendo imparare a sparare per difendersi. Dopo averla salutata, Wes telefona a un contatto per avvertirlo che la ragazza sta diventando un pericolo. Phil, il marito di Patty, la avverte di aver saputo che qualcuno nel mondo della finanza la sta tenendo d'occhio per le sue manovre. Phil parte per Londra e Patty gli chiede di esaminare i documenti relativi alla fusione della UNR per avere un suo parere.
Dave Pell, un lobbista amico di Kendrick, intercede in suo favore per costringere Schiff a intercedere presso la commissione. La fusione della UNR viene avallata e Patty si dice sconvolta per la decisione di Schiff, intuendo che la società ha agito dietro le quinte per ottenere il verdetto favorevole. Phil ha un'amante con cui sta trascorrendo parte del tempo nella trasferta a Londra. Zio Pete avverte Patty che Ellen è l'unica che conosce le loro manovre segrete, mettendole la pulce sul doppio gioco della ragazza. Patty mette Ellen con le spalle al muro, rimproverandola per aver guardato il cellulare durante un briefing di lavoro. Ellen sta continuando a mentire, asserendo di frequentare la terapia di gruppo, ma capisce che Patty sta per arrivare alla verità e decide di rivelarle tutto. Ovviamente il racconto è parziale, dato che Ellen dice di essere stata avvicinata dai federali, ma di averli mandati al diavolo. In questo modo può continuare a passare loro ogni informazione, fingendo che formalmente non esista alcun rapporto. Tuttavia, Ellen ignora di essere pedinata da un uomo che riferisce a Wes dei suoi contatti con l'FBI. Tornato da Londra, Phil dice a Patty che secondo lui la fusione dell'UNR è un'operazione molto strana, poiché la compagnia ha poco da guadagnare. Kendrick offre a Purcell un ruolo operativo nella nuova società come sovrintendente della nuova produzione a energie rinnovabili. Zio Pete incontra Patrick, l'assalitore di Ellen nell'appartamento di Patty, sopravvissuto alla coltellata. Pete gli chiede di riferire un messaggio importante al detective Messer.
Presente. Wes cancella un volo aereo e incontra Ellen, chiedendole ospitalità per qualche notte.

## L'accordo
- Titolo originale: A Pretty Girl in a Leotard
- Diretto da: Greg Yaitanes
- Scritto da: Todd A. Kessler, Glenn Kessler, Daniel Zelman e Adam Stein

### Trama
Katie comunica a Ellen che l'appartamento in cui ha vissuto con David avrà presto nuovi occupanti. Patty accusa Kendrick in diretta televisiva di essere il mandante dell'omicidio di Christine Purcell. Claire suggerisce al suo cliente di querelare Patty, altrimenti darà l'impressione di avere qualcosa da nascondere. Dopo aver incontrato Frobisher alla prima di uno spettacolo teatrale, ricevendo il consiglio di tenere testa a Patty, Kendrick ordina a Claire di procedere e chiedere 200 milioni di risarcimento. Katie riconosce in un poliziotto l'uomo che l'anno precedente la pedinava per conto di Frobisher quando si voleva rifiutare di firmare l'accordo confidenziale.
Ellen visita un'ultima volta il suo vecchio appartamento. L'amministratore di condominio le consegna una scatola contenente il regalo di nozze che David le aveva comprato prima di morire. Ellen non ha il coraggio di aprirla, soprattutto dopo aver letto il messaggio accompagnatorio in cui David prefigurava un futuro insieme lontani dal caos della città. Le azioni della UNR stanno crollando dopo l'annuncio di Patty e Claire spinge Kendrick a patteggiare, così da limitare i danni. Alla fine Kendrik si convince nuovamente che il suo avvocato ha ragione, soprattutto dopo che è avvenuta la fusione. Patty, assistita da Tom, e Kendrik si accordano per 5 milioni di danni da devolvere a un ente ambientale della Virginia Occidentale. Nemmeno il tempo di festeggiare che la UNR riceve una citazione, stavolta da parte di Patty, che ha trovato un azionista disposto a intentare una causa contro Kendrick. Si tratta di Arthur Frobisher, convinto da Patty in gran segreto a intentare l'azione legale. Ellen ha presentato una denuncia contro il pedinatore di Ellen, eliminato però da Messer perché stava diventando pericoloso.
Presente. Entrato nell'appartamento 1910, Messer carica la pistola e osserva Ellen mentre sta facendo la doccia.

## Attacco congiunto
- Titolo originale: New York Sucks
- Diretto da: Matthew Penn
- Scritto da: Todd A. Kessler, Glenn Kessler, Daniel Zelman e Jeremy Doner

### Trama
Ellen cerca di fare luce sulla figura di Zio Pete, il più vecchio collaboratore di Patty. Harrison e Werner hanno scoperto che Pete ha avuto parecchi problemi con la giustizia, ma da quando è entrato nello studio Hewes non ha più commesso reati. Pete sta accudendo la moglie Stefania, malata terminale e attaccata a un respiratore, tenendole nascosti i suoi traffici. Ellen rimane di stucco nell'apprendere che è Frobisher il querelante della causa contro la UNR, facendo capire a Patty che avrebbe voluto essere consultata. La polizia arresta il mediatore, un uomo che potrebbe essere ricondotto a Kendrick, mentre stava assumendo della droga in macchina assieme a una escort. Kendrick chiede a Claire di difendere la escort, riuscendo a farle ottenere la libertà vigilata.
Tom viene a sapere dell'arresto della escort e riesce ad accedere al verbale della polizia, dove è stato occultato il nome del cliente. Facendo qualche ricerca risale al nome di Finn Garrity, un operatore di borsa specializzato nel mercato dell'energia. Patty spiega a Ellen che Frobisher ha finanziato per dieci anni una società di sicurezza in cui lavorava il poliziotto indagato per la morte di David, quindi è possibile allearsi con Frobisher e al tempo stesso agire contro di lui. Messer vuole che Wes tragga qualche informazione utile da Ellen, altrimenti andrà torchiata Katie. Patty annuncia in conferenza stampa la collaborazione con Frobisher, incensandolo per il suo ruolo di grande costruttore. Harrison e Werner arrestano due ricettatori che consentono loro di raggiungere Zio Pete, arrestato dopo aver intascato una busta. I federali pretendono che Pete incastri Patty, altrimenti lo arresteranno. Pete lascia un biglietto attaccato allo specchio del bagno per Stefania, la quale lo trova dopo aver avuto una crisi respiratoria che l'ha costretta ad alzarsi dalla poltrona. Pete conduce Harrison e Werner nel deposito in cui custodisce i segreti di Patty, ma dopo aver fatto aprire un baule che risulta essere vuoto crolla a terra preda di un malore causato dalla massiccia dose di farmaci che aveva ingerito nel bagno di casa sua.

## Addio, Pete
- Titolo originale: They Had to Tweeze That Out of My Kidney
- Diretto da: Michael Pressman
- Scritto da: Todd A. Kessler, Glenn Kessler, Daniel Zelman e Aaron Zelman

### Trama
Ellen ha un'allucinazione notturna in cui David la invita ad aprire il regalo di nozze. Zio Pete è ricoverato in coma dopo aver tentato il suicidio, ingerendo i farmaci di Stefania. Dave Pell suggerisce a Phil di investire nella UNR, anticipandogli che Kendrick ha messo insieme un gruppo di investitori privati e presto le azioni della compagnia risaliranno. Frobisher, che si è dato alla meditazione, vuole aprire un centro terapeutico sui suoi terreni per dare una svolta alla sua vita e chiudere il proprio passato. Messer mette al corrente Frobisher che Ellen sta indagando su di lui, quindi deve rinunciare alla causa con Patty perché altrimenti c'è il rischio concreto di risalire a loro. Per avvalorare la sua tesi Messer gli presenta Wes, il quale conferma di aver saputo delle intenzioni di Ellen da lei stessa. Frobisher però, dimostrando di aver davvero cambiato vita, non vuole rinunciare all'intesa con la Hewes. Tom avvicina Lonnie Sambia, la prostituta arrestata con Garrity, per convincerla a parlare.
Messer convince Manu Singh, il padre spirituale di Frobisher, a rinunciare alla causa contro la UNR. Patty è comunque tranquilla, sostenendo di avere sotto mano parecchi azionisti pronti a dare man forte alla vertenza. Patrick ha scoperto che i traffici di Pete sono venuti alla luce e, se parlerà, si ritroverà nei guai fino al collo. Pete si risveglia dal coma. A questo punto i federali gli ricordano che o consegna Patty oppure finirà in carcere. Patrick si introduce nella stanza di ospedale e inietta del liquido nella flebo di Pete, uccidendolo. Ellen, che stava ascoltando assieme ad Harrison e Werner la conversazione tra Pete e l'uomo, si precipita in ospedale senza però fare in tempo a vedere colui che tentò di aggredirla nell'appartamento di Patty. Ellen telefona alla Hewes per dare la notizia della morte di Pete. Patty, che si trovava a un parco giochi, ricorda di quanto fosse stato importante lo zio per lei quando suo padre se ne andò di casa. Phil ha deciso di ascoltare il consiglio di Dave e investire nella UNR, nonostante sia consapevole che Garrity sta speculando sulle azioni per conto della società stessa.
Tre mesi dopo. Stefania trova i documenti di Pete e in particolare due cartellette, una su Katie e l'altra riguardante Ellen. Stefania consegna a Ellen l'incartamento e costei sequestra Patty, consegnandole direttamente la cartelletta per farla parlare. Poi avvengono gli spari.

## La guerra di Patty
- Titolo originale: You Got Your Prom Date Pregnant
- Diretto da: Ed Bianchi
- Scritto da: Todd A. Kessler, Glenn Kessler, Daniel Zelman e Mark Fish

### Trama
Tom è stato licenziato e non gli è consentito di entrare nello studio. Spinto dalla rabbia verso Patty, Tom si procura la pistola che Ellen usa per minacciare la Hewes.
Due mesi prima. Patty è convinta che l'FBI sia responsabile della morte di Zio Pete. Ragion per cui decide di informare Tom delle indagini che i federali stanno conducendo sullo studio, facendo alterare il socio per non esserne stato informato prima. La terapista di Ellen ha deciso che lei e Wes, sempre più affini, frequentino gruppi diversi. Tom chiede alla sorella, vice procuratore distrettuale, di verificare cosa ha scoperto l'FBI sul conto di Patty, venendo invece a sapere che non esiste alcun fascicolo. A questo punto Ellen vuole sapere da Harrison e Werner la verità, ignorando che a secretare il fascicolo è stato il loro superiore McGraff. Patty chiede a Lonnie di passarle informazioni su Garrity, offrendole una buona parola con il giudice per farle ottenere la custodia condivisa del figlio. Messer costringe Wes a smerciare armi da fuoco nel New Jersey.
Dave Pell chiede a Phil di suggerirgli qualcuno che possa diventare il nuovo segretario all'energia. Phil pensa al senatore Sam Arsenault e organizza una cena per presentarglielo, così anche da distrarre Patty che è molto scossa per la morte di Pete. Pell non rimane particolarmente colpito da Arsenault e offre l'incarico a Phil, sottolineando come un periodo in politica lo aiuterà a stringere alleanze vantaggiose. Wes discute con Katie del caso Frobisher, apprendendo che Patty ha fatto il collegamento con l'agenzia di sicurezza da cui proviene il poliziotto corrotto. Ellen si presenta nell'appartamento di Wes e i due iniziano a baciarsi. Messer vuole che Wes uccida Ellen, facendolo sembrare un incidente, e in cambio sarà libero.

## La cena
- Titolo originale: Uh Oh, Out Come the Skeletons
- Diretto da: Tate Donovan
- Scritto da: Todd A. Kessler, Glenn Kessler e Daniel Zelman

### Trama
Ellen e Patty sono alla resa dei conti nell'appartamento 1910. Il loro colloquio è seguito dall'agente Werner che si precipita fuori dalla cabina non appena Ellen spara.
Sei settimane prima. Ellen inizia a manifestare segni di cedimento rispetto al segreto che sta tenendo nascosto a Patty. Durante una festa della UNR Claire viene ringraziata pubblicamente da Kendrick per la preziosa collaborazione con la società. La donna non è contenta per l'atteggiamento del padre, un generale in pensione, che ha voluto andarsene dopo aver ascoltato il suo discorso. Successivamente Claire prova a chiarirsi con il padre, il quale manifesta un rancore legato al fatto che la figlia non le ha dato dei nipoti perché ha sacrificato tutto per il lavoro. Claire se ne va piuttosto seccata, rimarcando che non è pentita di aver raggiunto una posizione così prestigiosa. Michael presenta la fidanzata Jill ai genitori. Patty rimane interdetta nello scoprire che Jill è una donna matura, ex insegnante di arte alla Columbia University. Harrison dà ospitalità a Werner, in rotta con la moglie. Un giorno Harrison risponde al cellulare del collega, leggendo il nome della donna, ma rimane basito nell'ascoltare all'altro capo la voce di un uomo.
Claire offre a Patty 50000000 $ di patteggiamento, incassando un deciso rifiuto dalla Hewes che le fa il nome di Finn Garrity. Claire, che non conosce Garrity, pretende di sapere da Kendrick se questa può essere una carta pericolosa nelle mani di Patty. Dopo averne discusso con Purcell, Claire scopre la falsificazione dello studio sull'aracite perché l'amante le ha raccontato del patto stipulato con Kendrick. Werner rivela ad Harrison che la persona con cui è in contatto è disposta a subentrare nell'indagine su Patty, dietro un importante pagamento in denaro che lo aiuterebbe ad affrontare il divorzio. Una sera, mentre Werner era uscito con una donna, Harrison viene ucciso da un sicario. Harrison scopre che ad averlo ucciso, camuffando la sua morte come causata da un'overdose di eroina, è stato Dave Pell. Patty non nasconde il proprio disagio per la relazione di Michael con una donna adulta, ma avverte Jill che se lo farà soffrire dovrà vedersela con lei. Dopo una serata di bagordi con Katie, Ellen decide di rivelare a Wes del suo doppio gioco con i federali. Quello che la ragazza non sa è che Wes lo sapeva già, avendola spiata il giorno in cui accettò la cospirazione sulla macchina di Nye. Messer incarica Wes di uccidere Ellen, altrimenti farà sapere a un certo tenente un segreto riguardante Wes che potrebbe costargli la prigione.
Presente. Patty esce dall'appartamento 1910 tutta sanguinante ed entra claudicante nell'ascensore.

## Tradimenti
- Titolo originale: London. Of Course
- Diretto da: Andy Wolk
- Scritto da: Todd A. Kessler, Glenn Kessler e Daniel Zelman

### Trama
L'agente Werner si precipita nella palazzina e lancia l'allarme sulla sparatoria avvenuta nell'appartamento 1910.
Un mese prima. Ellen si arrabbia con Patty perché non sta tenendo fede alla promessa di indagare sulla morte di David, ma il suo capo ribadisce che in questo momento le priorità sono la UNR e i federali. Ellen incontra Phil nello stesso albergo in cui lei alloggia da mesi, intuendo che l'uomo nasconde una relazione segreta a Patty. Ellen si affida a un investigatore privato per proseguire le indagini del caso Frobisher. Claire trama per far cadere Kendrick, ma il secondo in linea di successione è Mitch McCullen. Ragion per cui Claire tenta il doppio gioco, complottando sia con Kendrick che con McCullen per far sfiduciare entrambi. Kendrick però è molto più scaltro di quanto pensasse e avverte McCullen che è in gioco la posizione di entrambi, dato che in caso di caduta lo trascinerà a fondo con sé. Essendo Phil in lizza per diventare il nuovo segretario all'energia, lui e Patty saranno intervistati dalla giornalista Jill Burnham. Nonostante la tentazione di mettere il suo capo in cattiva luce, Ellen si omologa agli altri nel definire Patty e Phil un esempio di matrimonio ben riuscito. Michael nasconde ai suoi genitori che non ha spedito nessuna domanda per l'ammissione al college.
Claire si presenta nella sede della UNR, pronta a essere incoronata alla guida della società, ma trova la sala vuota e il solo Kendrick presente. Costui ha convocato i consiglieri un'ora prima per votare il licenziamento di Claire, avendo portato come prova la relazione da lei intrattenuta con Purcell, contraria al codice morale della UNR. A questo punto Claire si rivolge a Patty per fare fronte comune nella causa contro l'UNR, assicurandole che questa volta Purcell sarà collaborativo nello smascherare la tossicità dell'aracite. Ellen intrufola nella posta dello studio la busta contenente le prove dell'infedeltà di Phil, poi si diverte a osservare la reazione turbata di Patty. Intanto, la Hewes è riuscita a scoprire che la UNR utilizzava il navigatore satellitare di una fuoriserie per comunicare a Garrity i titoli su cui speculare. Ellen sta cenando con Katie quando riceve la telefonata di Tom che la invita ad accendere il televisore, dove osserva la notizia del tradimento di Phil e del suo conseguente ritiro dalla corsa dalla nomina a segretario all'energia. Ellen si presenta nell'appartamento di Patty, trovando sconvolta sul letto e pronta a donare tutti i suoi abiti in beneficenza. Patty avverte Ellen che ha capito che è lei l'autrice della soffiata su Phil, ma non sarà mai una buona professionista se non imparerà a non essere vendicativa. Ellen però sostiene che entrambe hanno questo difetto ed è insieme che dovranno vincere la causa contro la UNR.
Presente. Werner arresta Ellen per aver sparato a Patty Hewes.

## Corruzione
- Titolo originale: Look What He Dug Up This Time
- Diretto da: Matthew Penn
- Scritto da: Todd A. Kessler, Glenn Kessler e Daniel Zelman

### Trama
Patty incarica Ellen di convincere il giudice del procedimento contro la UNR a non ostacolare l'ammissibilità delle prove che verranno presentate. Purcell teme per l'incolumità della figlia, dopo che Kendrick gli ha fatto visita per rinnovargli l'invito a essergli fedele. Patty è risalita alle coordinate che Kendrick passava a Garrity per orchestrare i blackout nelle sue centrali e manipolare il mercato. Wes accompagna Ellen in un bosco ed estrae la pistola per ucciderla mentre è di spalle, ma non ha il coraggio di sparare. Patty caccia Phil di casa dopo aver scoperto che ha comprato azioni della UNR sotto suggerimento di Dave Pell, lo stesso uomo che lo aveva proposto come segretario all'energia.
Purcell è riuscito a decifrare i codici di Kendrick, ricostruendo tutti i blackout avvenuti alle centrali. Patty non vuole che Ellen prosegua nel tentativo di corrompere il giudice, passando il compito a Tom. Kendrick offre a Patty un patteggiamento, ma la Hewes vuole le sue dimissioni. Tom esce dallo studio per andare dalla moglie che sta per partorire, ma il suo taxi è bloccato dall'agente Werner. Tom viene messo di fronte al passaggio di denaro con Monique Bryant, una prova schiacciante che lo farebbe risultare colpevole in un eventuale processo. Ellen fa il suo ingresso nella stanza, rivelando a Tom la cospirazione con l'FBI e offrendogli una via d'uscita. I federali faranno cadere l'accusa contro di lui, ma in cambio deve rinunciare all'affare con il giudice e lasciare che sia Ellen a occuparsene. Tom dice a Patty che non vuole esporsi con il giudice, facendola però arrabbiare e venendo licenziato. Michael incontra Erica, figlia di Purcell nonché sua sorella. Wes chiede ospitalità a Ellen per qualche notte, così da avere una nuova occasione per ucciderla. Preda dei sensi di colpa, Purcell si costituisce per l'omicidio di sua moglie.

## Fidati di me
- Titolo originale: Trust Me
- Diretto da: Todd A. Kessler
- Scritto da: Todd A. Kessler, Glenn Kessler e Daniel Zelman

### Trama
Donal Betancourt, nuovo avvocato difensore di Kendrick, sostiene che i codici passati a Garrity non possono essere usati dall'accusa in quanto ottenuti illegalmente. Ellen incontra in privato il giudice e concorda con lui lo scambio di denaro da parte di Patty per ammettere i codici come prova. Dopo che Wes gli ha detto di non voler uccidere Ellen, Messner si introduce nella camera 1910 per procedere lui stesso e sorprenderla mentre è sotto la doccia. Wes lo sorprende alle spalle, minacciandolo di lasciar stare Ellen se non vuole conseguenze. A questo punto Messner decide di procedere diversamente, presentandosi nell'ufficio di Ellen come il detective che aveva incontrato una volta durante le indagini per la morte di David. Messner le mostra l'identikit del poliziotto accusato dell'omicidio del fidanzato. Ellen si consulta con il suo investigatore privato, il quale ha avuto riscontri positivi sulle credenziali di Messner, mentre Katie riconosce il poliziotto nello stesso uomo che la pedinava per conto di Frobisher. Patty offre un salvacondotto a Garrity, ma in cambio vuole le prove che Kendrick gli ha fatto manipolare il mercato. Garrity però rifiuta perché ha mire pretenziose, infatti si presenta dall'amministratore delegato pretendendo di diventare socio di maggioranza della UNR in cambio del suo silenzio. Nell'ufficio è presente anche Pell che si offre di trattare con Patty per risolvere la situazione. Patty scopre che Michael non ha spedito nessuna domanda d'ammissione al college e il ragazzo replica che ha deciso di non andarci più. Come ritorsione Patty lo manda via di casa, spedendo i suoi vestiti e oggetti da Jill.
Patty e Pell si incontrano in una chiesa. Patty chiede le prove delle manipolazioni della UNR e la testa di Kendrick, in cambio la colpa della corruzione del giudice ricadrà su Ellen anziché su di lei. Nel frattempo, Stefania ha trovato gli incartamenti di Zio Pete e passato a Ellen una cartellina rossa in cui ci sono le prove del complotto di Patty ai suoi danni. Ellen pretende un chiarimento dalla Hewes e le chiede un incontro nella sua camera d'albergo, dove le consegnerà la valigia con i soldi da portare al giudice. Werner installa una telecamera e un microfono nascosti, concordando con Ellen di far confessare a Patty la corruzione. Werner però è stato precedentemente contattato da Pell perché sia Ellen a essere arrestata non appena porterà la valigia al giudice. Ellen telefona a Tom, appena rimbalzato dall'ingresso dello studio Hewes, per avere una pistola. Patty sale sull'ascensore dell'albergo in cui alloggia Ellen, dove si introduce anche Garrity che ha rivalutato la sua precedente proposta ed è disponibile a incastrare Kendrick, dopo che costui ha minacciato la sua escort. Patty però era stata chiara nell'affermare che aveva una sola possibilità per accettare. Messner sale a bordo della sua macchina, ma nascosto nei sedili posteriori c'è Wes che lo uccide con un colpo alla nuca.
Nella stanza 1910 ha luogo il colloquio tra Ellen e Patty. La ragazza estrae la pistola e spara al televisore alle spalle di Patty, distruggendo le riprese audio e video di Werner, il quale si precipita fuori convinto che Ellen abbia sparato a Patty. Ellen estorce a Patty la confessione che è stata lei a ordinare a Zio Pete di farla uccidere. Dopodiché Ellen prende la valigia ed esce dalle scale sul retro dell'albergo, seguita da Wes che si era nascosto nella camera attigua. Patty esce sanguinante dalla stanza 1910, avendo nascosto una profonda ferita all'addome causata da Garrity che l'aveva pugnalata in ascensore dopo il suo rifiuto di aiutarlo. Ellen va dal giudice con la valigia e stanza irrompe Werner che arresta entrambi per corruzione. Nel corridoio sopraggiungono Tom e sua sorella Cynthia, vice procuratore distrettuale, con un mandato d'arresto per Werner. Nello stesso momento vengono arrestati anche Walter Kendrick e Dave Pell. Dietro i vetri della stanza interrogatori Tom spiega a Ellen che Patty aveva previsto tutto e, d'intesa con lui, ha fatto partire la segnalazione in procura.
Un mese dopo. Ellen visita la tomba di David, dicendogli di aver ricevuto una proposta di lavoro che è intenzionata ad accettare. Nello stesso momento Tom incontra Patty nella casa al lago e la Hewes si dice convinta che Ellen tornerà da lei.